# 美郷町立仙南西小学校
美郷町立仙南西小学校（みさとちょうりつ せんなんにししょうがっこう）は、秋田県美郷町金沢西根字北今泉にあった公立小学校。通称は「西小」（にししょう）。2012年度をもって閉校。統合先は美郷町立仙南小学校。

## 沿革

### 金沢西根村時代
- 1875年（明治8年）8月28日 - 仙北郡金沢西根村百目木に西郷小学校、同時に元村に金沢西根小学校が創設される[1]。
- 1886年（明治19年）4月 - 西郷小学校を金沢西根尋常小学校と改称し、元村の学校を同校元村分教室とする[1]。
- 1892年（明治25年）4月 - 金沢西根尋常小学校、同元村分教室が、それぞれ金沢西根北尋常小学校、金沢西根南尋常小学校となり、分離独立する[1]。
- 1918年（大正7年）7月 - 両校を統合。高等科を併設して金沢西根尋常高等小学校とする[1]。
- 1941年（昭和16年）4月 - 国民学校令発布にともない金沢西根国民学校と改称する[1]。
- 1947年（昭和22年）4月 - 学制改革にともない金沢西根村立金沢西根小学校に改称[1]。中学校を併置。

### 仙南村時代
- 1956年（昭和31年）9月30日 - 町村合併に伴い仙南村が成立。仙南村立仙南西小学校と改称する[1]。
- 1975年（昭和50年）8月23日 - 創立100周年記念式典挙行。校旗樹立、記念碑を建立する[1]。
- 1995年（平成7年）11月23日 - 創立120周年記念式典挙行。記念に桜5本を植樹する（「平七桜」）[1]。

### 美郷町時代
- 2004年（平成16年）11月1日 - 平成の大合併により美郷町立仙南西小学校となる[1]。
- 2005年（平成17年）11月23日 - 創立130周年記念事業[1]。
- 2012年（平成24年）11月3日 - 閉校記念式典挙行。記念誌を発行する[1]。

## おもな卒業生
- 佐藤章
- 松田知己